# 싱페이
싱페이(중국어: 邢菲, 병음: Xíng Fēi, 한자음: 형비, 1994년 10월 1일 ~ )는 중국의 배우이다.

## 생애
싱페이는 내몽골 자치구 후룬베이얼시 출신으로 6세 시절에 예술 체조와 곡예 연습을 시작했다. 12세 시절에 예술단에 합류했고 각종 무용 대회에 참가하여 많은 상을 수상하였다. 2015년 후난위성텔레비전에서 방송된 캠퍼스 다큐멘터리 예능 프로그램 《일년급 대학계》(一年級·大學季)에 참여하여 주목을 받기 시작했다. 특히 3개월 동안에 걸친 극장 견학 과정을 통해 상하이 희극 학원을 졸업하고 연예계에 진출했다.
싱페이는 영화 《대료동해》(大鬧東海)를 비롯해 웹 드라마 《치아문난난적소시광》(致我們暖暖的小時光)에서 주연인 쓰투모(司徒末) 역할을 맡는 등 꾸준히 작품 활동을 해왔다. 대표 작품으로는 《악마소야별문아》(惡魔少爺別吻我, 2017년 1월 9일 ~ 4월 14일), 《대화서유지애니일만년》(大話西遊之愛你一萬年, 2017년 9월 28일부터 방영), 《치아문난난적소시광》(致我們暖暖的小時光, 2019년 4월 10일 ~ 5월 16일), 《반장전하》(班長殿下, 2019년 5월 30일에 방영) 등이 있다.

## 수상 경력
싱페이는 2019년 11월에 《치아문난난적소시광》(致我們暖暖的小時光)으로 제26회 화정장(華鼎奬) 중국 현대 텔레비전 시리즈 여우주연상 부문 후보에 올랐다. 2019년 12월 22일 베이징에서 열린 금골타 온라인 영화 텔레비전 페스티벌(金骨朵網絡影視盛典)에서 올해 잠재력 있는 여배우상을 수상하였다.

## 출연작

### 드라마
- 2016
  - <교원남구풍운(校园篮球风云)>
  - <선풍소녀2(旋风少女2)>
- 2017
  - <악마소야별문아1,2(恶魔少爷别吻我)>
  - <애소종몽사>
  - <초급소랑중1(超级小郎中1)>
- 2018
  - <초급소랑중2(超级小郎中2)>
  - <열혈광람(热血狂蓝)>
  - <낭만산성(浪漫星星)>
- 2019
  - <치아문난난적소시광(致我们暖暖的小时光)>
  - <반장전하(班长殿下)>
- 2020
  - <망기니 기득애정(忘记你,记得爱情)>
  - <명월증조강동한(明月曾照江东寒)>
- 2021
  - <아적소확행(我的小确幸)>
  - <오아소저여석척선생(乌鸦小姐与蜥蜴先生)>

## 광고
- 2019년 과일 에센스 오일 스킨 케어 광고
- 2019년 샤넬 X 훙수GRAZIA(紅秀GRAZIA) X 오렌지 뷰티 광고 (린이(林一)와 함께 출연)
- 2020년 뤼젠(綠箭) 광고 (위멍룽(于朦朧)과 함께 출연)